# Јањик
Јањик (слч. Janík) насељено је мјесто са административним статусом сеоске општине (слч. obec) у округу Кошице-околина, у Кошичком крају, Словачка Република.

## Становништво
| Година:    | 1994. | 2004.   | 2014.   | 2024.   |
| ---------- | ----- | ------- | ------- | ------- |
| Број људи: | 537   | 569     | 621     | 600     |
| Разлика:   |       | +5,95 % | +9,13 % | -3,38 % |

| Година:    | 2023. | 2024.   |
| ---------- | ----- | ------- |
| Број људи: | 609   | 600     |
| Разлика:   |       | -1,47 % |

Према подацима о броју становника из 2011. године насеље је имало 569 становника.